# László Jeney
László Jeney (Cluj-Napoca, Romania 1923 - Budapest, Hongria 2006) fou un jugador de waterpolo hongarès que destacà entre les dècades del 1940 i del 1950.

## Biografia
Va néixer el 30 de maig de 1923 a la ciutat de Cluj-Napoca, que en aquell moment formava part del Regne de Romania. Va morir el 24 d'abril de 2006 a la seva residència de la ciutat de Budapest.

## Carrera esportiva
Va participar, als 25 anys, en els Jocs Olímpics d'Estiu de 1948 celebrats a Londres (Regne Unit), on aconseguí guanyar la medalla de plata en la prova masculina de waterpolo. En els Jocs Olímpics d'Estiu de 1952 realitzats a Hèlsinki (Finlàndia) aconseguí guanyar la medalla d'or, metall que repetiria en els Jocs Olímpics d'Estiu de 1956 realitzats a Melbourne (Austràlia). En els Jocs Olímpics d'Estiu de 1960 realitzats a Roma (Itàlia), i ja amb 37 anys, aconseguí guanyar la medalla de bronze.